# Rysa Little
Rysa Little ist eine unbewohnte Insel im Archipel der Orkney-Inseln. Die Fläche der Insel beträgt 32 Hektar, die höchste Erhebung liegt 20 Meter über dem Meeresspiegel. Sie liegt im Scapa Flow, in der Nähe der Inseln Hoy und Cava. Zwischen Rysa Little und der Insel Fara kam es 1919 zur massenhaften Selbstversenkung von internierten deutschen Kriegsschiffen. Heute ist Rysa Little unbewohnt.

## Herkunft des Namens
Rysa Little ist altnordisch und bedeutet so viel wie „ein Häufchen Steine“.